# ブロードバンド!ニッポン
ブロードバンド!ニッポンはニッポン放送のインターネットラジオLFX mudigi及び地上デジタル音声放送実用化試験放送「D95」にて、2001年10月1日から2007年4月1日まで放送されていた音楽番組。

## 概要
2000年12月1日、BSデジタルラジオ開始に伴い、LFX488が開局。1994年から放送しているナイターオフ番組シリーズである、『ニッポン全国ヨッ!お疲れさん!』が、2001年10月1日に番組スタートし、同時にLFX488にて再配信される。
ナイターオフ期間終了後に当該番組を改題し、BSデジタルラジオ専門に全日帯に渡って配信する音楽番組として番組タイトルを『ブロードバンド!ニッポン』に改題し、「インターネットで初めてのレギュラー大型生ワイド」と銘打って、再スタートした。
音楽番組であるので、リスナーからのリクエストにも応えていた。また、簡易動画放送用のカメラ等も設置されており、Webストリーミングでは動画も配信されていた。
放送開始当時、ニッポン放送の本社社屋ビル建替えのため、港区台場に所在するFCGビルの22階から24階に入居していたため、配信時には24階の「スタジオX」のカメラに時々スタッフや関係者が通るところが映ってしまったり、場合によっては飛び入り出演するケースが存在していた。その後、2004年9月6日に糖業会館・ニッポン放送本社ビルが竣工されて、ビル内9階の一室にスタジオXが設営されて、本格的な放送用スタジオから放送されるようになった。
2006年3月31日、LFX488が閉局し、インターネットラジオプラットフォームをLFX mudigiと統合。その1年後の2007年4月1日、プラットフォームサービスをSuono Dolceへの移行に伴い、番組終了。

## 番組編成
配信終了時点

### 平日
- 月曜：ブロードバンド!ニッポン 渋谷飛鳥 瞳でネット。
　　　荘口彰久のブロードバンド!ニッポン
- 火曜：けんぢと麻子のブロードバンド!ニッポン
- 水曜：ブロードバンド!ニッポン I AM 上原奈美
　　　飯田浩司のブロードバンド!ニッポン
- 木曜：キャサリンのブロードバンド!ニッポン
- 金曜：ブロードバンド!ニッポンフライデースペシャル 丸の内OL探偵団

### 週末
- 土曜：ブロードバンド!ニッポンサタデースペシャル 涙のメールりくえすと
- 日曜：ブロードバンド!ニッポンサンデースペシャル サンデー蔵出しアナログ盤アワー

### 特別番組
- デジタル・チャリティ・ミュージックソン

## 出演者
肩書き無しはニッポン放送のアナウンサー

### 過去
- 月曜：くり万太郎 - 2001年10月1日 - 2002年9月23日、那須恵理子 - 2002年9月30日 - 2005年7月25日、川野良子（18時台）2005年8月 - 2005年9月、桜庭亮平 - 2005年10月 - 2006年9月（第1月曜以外）access - 2005年10月3日 - 2006年10月2日（第1月曜日のみ）
- 火曜：垣花正（17時台） - 2001年10月2日 - 2003年3月、
- 水曜：上柳昌彦（17時台） - 2001年10月3日 - 2003年3月、吉田尚記（18時台） - 2003年4月 - 2005年9月
- 木曜：田代優美（17時台） - 2001年10月4日 - 2003年3月、myco（歌手、声優）※18時台 - 2003年4月 - 2005年9月、CORN HEAD（レゲエミュージシャン）・冨田憲子 - 2005年10月 - 2006年9月
- 金曜：荘口彰久 - 2001年10月5日 - 2002年5月（17時台）、斉藤安弘 - 2002年6月 - 2004年3月26日（17時台「5時はおまかせ アンコーです!」）、吉田尚記 - 2001年10月5日 - 2002年6月（18時台「フライデースペシャル 丸の内OL探偵団」）

## 配信時間
- 平日：17:00 - 18:00（月、水）、18:00 - 21:00
- 土・日：14:00 - 17:00

## 配信プラットフォーム

### 配信終了時
ストリーミング配信以降に伴い、自社サービスのLFX mudigi以外のプラットフォームにサービス提供している
- LFX mudigi[1]
- So-net※2006年3月31日
- impressTV※2005年2月1日 - 3月31日

### デジタル放送
- D95（地上デジタル音声放送実用化試験放送、「Digital Radio 98 The Voice」でも2005年9月迄放送）
- LFX488： LFX488閉局に伴い、2006年3月31日